# Åbenbaring ad hypnotisk vej
Åbenbaring ad hypnotisk vej, udgivet 1867, er titlen på en novelle af den amerikanske forfatter og digter, Edgar Allan Poe. Oprindeligt udgivet på engelsk 1844 under titlen Mesmeric Revelation.

## Handling
I novellen fortæller den unavngivne hovedperson i essay-form om sine erfaringer med én af sine patienter, mr. Vankirk. Vankirk er flere gange tidligere blevet bragt i en mesmerisk – eller hypnotisk – tilstand af hovedpersonen og kontakter ham nu endnu en gang. Vankirk lider af en alvorlig lungesygdom, som på grund af forværringer nu har bundet ham til sygesengen. Da hovedpersonen når frem, forklarer Vankirk, at han i stadig højere grad begynder at tro på et liv efter døden, men – fordi han af natur er et rationelt tænkende menneske – mangler han stadig den sidste overbevisning. Han kan med andre ord ikke finde tilfredsstillende rationelle argumenter for, hvorfor der skulle være et liv efter døden. Han har imidlertid oplevet, at denne mangel på forklaring forsvinder, når han er i den mesmeriske tilstand og kan i denne pludselig forstå det rationelle i et liv efter døden. For at fjerne hans tvivl i vågen tilstand ønsker han derfor at bliver bragt i den mesmeriske tilstand og udspurgt om den rationelle forklaring, så han kan få den genfortalt i vågen tilstand.
Hovedpersonen indvilliger i dette, og via en dialog mellem de to udvikler Vankirk i den mesmeriske tilstand et længere metafysisk argument for livet efter døden. I dette gør han blandt andet op med en klassisk skelnen mellem Gud og materie og fremstiller i stedet Gud som en allestedsnærværende del af al materie. Som sammenligning fremstiller han det guddommelige som en materie uden partikler, der har lighedspunkter med æteren. Dog indeholder æteren i modsætning til det guddommelige stadig partikler. Vankirk forklarer også, hvordan mennesket besidder en rudimentær krop og en ultimativ, centerløs krop. Ved døden forsvinder den rudimentære med sine faste organer, og ved døden overgår man til den ultimative, der hænger sammen med det guddommelige – på samme måde som en larve bliver til en sommerfugl (larven kan heller ikke selv begribe dens egen transformation). I sidste del af argumentet undrer hovedpersonen sig over, hvorfor det er sådan. Til dette svarer Vankirk, at der i verden ikke kan findes glæde uden sorg, for hvis sorgen ikke fandtes, ville man ikke kunne tale om glæde – det negative forudsætter med andre ord det positive og omvendt. Eftersom livet efter døden – med den ultimative krop – er noget ubetinget godt og lykkeligt, må der derfor eksistere en modpol til dette; og denne er netop det jordiske liv i den rudimentære krop. Et jordisk liv, der nødvendigvis må være en plage og en prøvelse, for at der i livet efter døden kan eksistere lykke. Efter at være nået til denne afslutning på argumentet dør Vankirk med et smil på læben.

## Udgivelse af novellen
- The Complete Tales & Poems of Edgar Allan Poe, Castle Books, 1985
- Andersen, Carit (1987) Edgar Allan Poe: Sælsomme fortællinger, Carit Andersens forlag.